# 金矿县
金矿县，是中华人民共和国西康省历史上曾设立的一个县。为著名砂金产区。

## 历史
1278年设立金州，后降为金县。明万历十五年设定蕃（读播）堡。清雍正十一年设泸宁营。光绪年间设“麻哈金矿局”开采岩金。晚清查办大臣张荫棠1907年提出在西藏设立矿务局时就提议四川宁远府盐源县瓜别金矿有熟悉矿务之老矿工，建议招来试办或电川督调派来藏。民国时期行政区划称。1940年3月划出泸宁营4个联保与窝堡政治指导区合并设立泸宁特别政治指导区。地质学家茹廷锵1942年在《地质论评》发表《西康盐源县洼里金矿床之研究》写：“洼里金矿为我国西南重要金矿之一，位于西康省盐源县瓜别土司辖境内，自正式设厂开办以来，已历四十余年，曾产砂金数十万两，最盛时期金夫达二万余人，现因大部分砂层已被挖空，矿业不振，仅余金夫五百名。”抗战初期，国民政府经济部与西康建省委员会合办西康金矿局，双方各出资25万元，将西康省金矿分为四区管理。其中宁属的盐源冕宁就是四区之一。 1945年置泸宁设治局，脱离冕宁县，属西康省。治所在今四川冕宁县西南锦屏乡 (泸宁)。
1950年3月28日，西昌战役中冕宁县解放。1950年4月10日成立冕宁县政府，接管全县政区、拖乌特别政治指导区。4月，解放军第184师第551团参谋长周培成率部进驻泸宁。7月8日冕宁县接管泸宁设治局。全县暂分五区，第五区驻泸宁，辖泸宁镇、和爱乡、南屏乡、新兴乡。1952年5月划出南屏乡成立罗锅底彝族自治区人民政府，区政府驻木里庄，辖罗锅底彝汉藏联合乡，木里彝族自治乡、麦地彝族自治乡。
瓜别之兴实始于明中叶。清代设瓜别安抚司，土千户公署驻沃底，至民国瓜别土司名存实亡，而建“瓜别政治（建设）指导区”，设治于洼里。1951年6月27日盐源县建瓜别区，辖白乌、棉桠、沃底、巴折、西宁5个自治乡，以及洼里联合乡。
1952年4月30日，中央人民政府政务院批准撤销泸宁设治局，设置金矿县，县城驻泸宁（今冕宁县锦屏乡）二寺（儿斯）营村。1952年10月冕宁县划出泸宁区及所辖锦屏、南河、青纳、和爱、新兴、健美6个乡，罗锅底彝族自治区3个乡归金矿县，盐源县划出瓜别区及其所属各乡归金矿县。
1952年11月成立金矿县各族各界人民代表会议筹备委员会。1952年12月16日召开金矿县各族各界人民代表会议，选出县政府委员会，1952年12月21日正式成立金矿县人民政府。
1953年，金矿县瓜别区白乌乡复归盐源县。
1954年金矿县驻地迁里庄。
瓜别区陆续增设：
- 1952年设阿萨乡
- 1954年设新河乡，位于盐源县最北部边缘。1960年并入洼里乡。1972年又从洼里乡划建新河公社，1982年改为滥坝公社。
- 1956年设民胜乡，寓民主改革胜利之意，1982年更名为梅子坪公社。
- 1956年设西林乡：1982年更名为大坡公社。
- 1958年设巴折乡。民国末年设“巴折政治指导区”。

1959年6月1日金矿县撤销。所属泸宁区（锦屏、南河、和爱、新兴、健美5个人民公社）、罗锅底区（改名为里庄区，辖棉沙湾、窝堡、麦地、木里、纳窝、联合等6个乡，1个里庄区直属村）划归冕宁县，瓜别区（“瓜别土司”辖境）划归盐源县。